# 갈라 (사과)

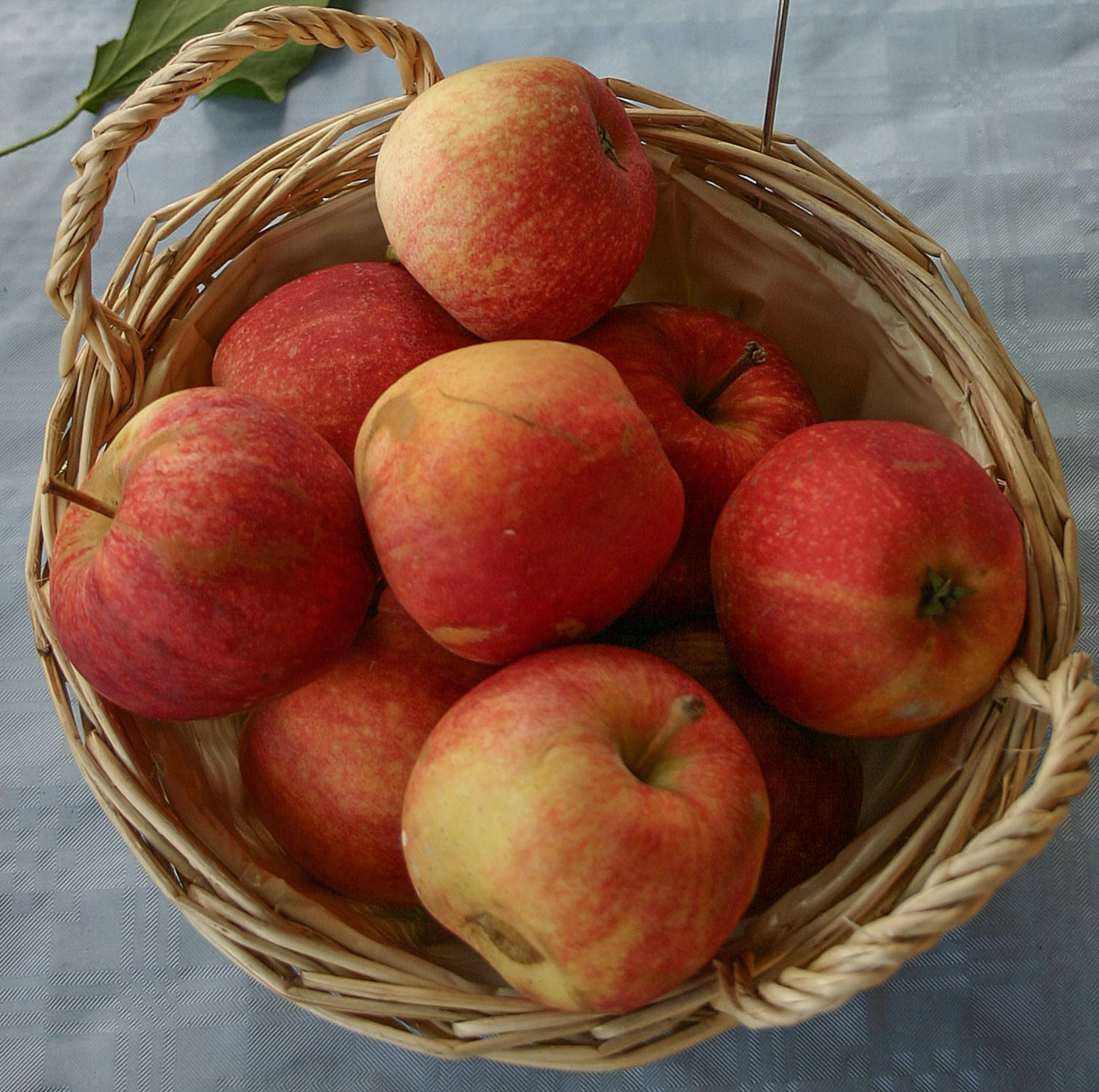

갈라(Gala)는 달콤하고 부드러운 맛, 아삭아삭하지만 딱딱하지 않은 질감, 줄무늬나 얼룩덜룩한 주황색 또는 붉은색 외관을 지닌 사과 품종이다. 1930년대 뉴질랜드에서 유래되었으며 대부분의 사과와 유사하게 복제하여 전파된다. 미국사과협회(US Apple Association)에 따르면 2018년에는 레드 딜리셔스(Red Delicious)를 제치고 미국에서 생산량이 가장 많은 사과 품종으로 등극했다. 어떤 품종이 레드 딜리셔스보다 더 많이 생산된 것은 50년 넘게 처음이었다.